# Dan Ungureanu
Dan Ungureanu (n. 23 februarie 1971, Timișoara) este un paleograf român, specialist în paleografie greacă și latină. Absolvent al École Normale Supérieure din Paris, a susținut cursuri universitare în domeniul lingvisticii atât în țară, cât și în străinătate. Actualmente este profesor în cadrul Facultății de Litere a Universității din Timișoara.

## Activitate
Începând cu 1997, Ungureanu ocupă funcția de asistent universitar la Facultatea de Litere, în cadrul Universității de Vest din Timișoara. Din 2003, predă limba română în calitate de lector universitar la Universitatea Paris III „Noua Sorbona”, unde a rămas în funcție până în 2005.

## Publicații
- Originile grecești ale culturii europene (1999). Editura Amarcord, Timișoara. ISBN 973-9244-68-8
- Originea limbajului și primul om (2002), Editura Universității de Vest, Timișoara
- Zidul de aer. Tratat despre mentalități (2009), editura Bastion, Timișoara, ISBN  978-973-88780-5-1
- Româna și dialectele italiene,  Editura Academiei Române, 2016 ISBN 9732726628

#### Traduceri în limba română
- Bréhier, Emile (2000). Filozofia lui Plotin, Editura Amarcord, Timișoara. ISBN 973-9244-90-4
- Lensky, Gerhard (2002). Putere și privilegii. O teorie a stratificării sociale, Editura Amarcord, Timișoara. ISBN 973-8208-21-1